# Gödi-sziget
A Gödi-sziget a Duna váci ágának bal partjánál található ártéri sziget, területe a Duna–Ipoly Nemzeti Park része.

## Fekvése
A sziget a Duna 1670–1669. folyamkilométere között húzódik észak–déli irányban. Hossza erősen függ a vízállástól, körülbelül 1 km. Legnagyobb szélessége nem éri el a 100 métert. A parttól időszakosan választja el a helyiek által Kis-Dunának nevezett mellékág. A legnagyobb árvizek teljes egészében elborítják a szigetet, míg legkisebb vízálláskor a mellékág csaknem kiszárad. Területe jelenleg 11 hektár körüli; fokozatosan növekszik a folyószabályozás, a mederkotrás és a két ráépített sarkantyú hatására.

## Elnevezése
Első ismert említése egy 1439. december 29-én Óbudán kelt oklevélben található:
Özvegy Erzsébet királyné meggyőződvén arról, hogy Zsigmond király Széchy Miklós fia Tamástól az ő Gewd [Göd] birtokukhoz tartozó szigetet azon feltétellel vette el, hogy mással kárpótolja, de mivel ez nem történt meg, a szigetet visszaadja.
1826-ban a Dunai mappáció térképészei részletes leírást fűztek szelvényeikhez a folyamot kísérő három mérföldes területről. Zsitnyán János „képlő” így látta akkoriban a Gödi-szigeteket:
Gődi Pusztát mosó nagy Duna bal partja fekete agyagos, szakadozott, némelly helyeken kettős partot is tsinál; hellyel bokros ugyan, de mégis olly porhanyós, hogy a’ Duna vizének ellene nem álhatván naponként belyebb ereszti; és innét eredttek a’ Kis- és Nagy Szigetek, mellyek Gődi Pusztához tartoznak. – Ezek kőzűl a’ kisebb Sziget vad bokrokkal benyőlt sűrűség; – a’ nagyobb sziget sok bokrok közőtt is szénát, és gyumőltsöt terem; mindkettőnek partjai azonban víz mosás által láthatóképpen fogynak.
1826-ban, a folyószabályozás előtt tehát két Gödi-sziget létezett. Az ún. Nagy-Gödi-sziget az 1880-as években zajló folyószabályozási munkálatoknak esett áldozatul. Ugyanakkor névváltozás is történt, a XIX. század második felében ismeretlen okból kifolyólag már Fegyveresi-szigetnek nevezték, és területe Szigetmonostorhoz került. Így a Kis-Gödi-sziget örökölte meg az „a Gödi-sziget” nevet.
Helybéliek körében kedvelt elnevezés még a Homok-sziget. Ennek etimológiája egyszerű: a szabályozás következtében a főág hordalékából felépült egy zátony a sziget déli részén, amely a mai napig népszerű strandolóhely.

## Kialakulása, fejlődése

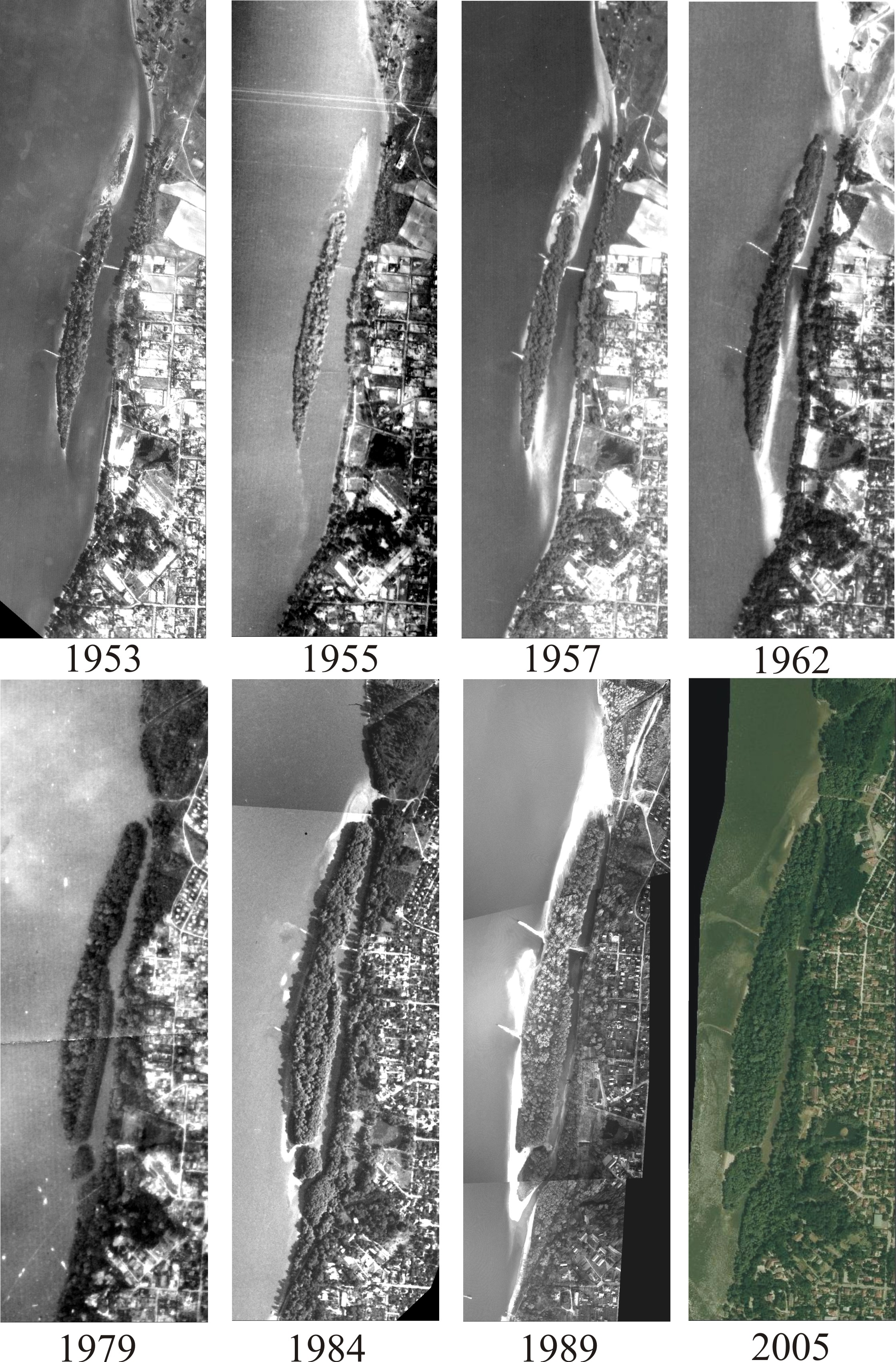
A Gödi-sziget fejlődése, 1953–2005

A Gödi-sziget egy úgynevezett dunai medertágulatban jött létre, a gödi medertágulatban lelassuló vízáramlás hordalékának kiülepedésével. A hordalék utánpótlását folyamatosan biztosította az az erőteljes oldalazó erózió, amely az itt, a gödi gázlónál egykor kilométernél is szélesebb dunai mederben zajlott. A kezdeti zátonyfázis után a megtelepedő növényzet sokszorosára növelte a szárazulat hordalékmegkötő képességét, így annak területe erőteljesebb növekedésnek indult. Az első rendelkezésre álló térképek szerint a szigetterület 4 hektár volt.
Az 1880-as években megkezdett, majd a II. világháború után gyorsított ütemben elvégzett folyószabályozási munkák során a Gödi-szigetet a parthoz kapcsolták egy keresztgáttal. Ennek célja az volt, hogy a főágban minél több víz maradjon kisvízi időszakban. A gát koronamagassága a váci vízmércén mért 250 centiméter volt. Épült a szigeten két sarkantyú is, amelyek a sodorvonalat a horányi oldalhoz szorították. A horányi oldalt párhuzamművel védték meg az eróziótól, ami tovább szűkítette a medret – az egykori 1,2 kilométerről – a jelenlegi 350-400 méteres szélességére.
A szabályozás következtében a gödi oldalon lelassult a vízáramlás, így a kiülepedő hordalék rohamos sebességgel építette tovább a szigetet. (A folyamat a mellékelt ábrán figyelhető meg.) A mellékág harmadára szűkült az elzárás következtében a mederben képződő zátonyok miatt. Északon és délen is homokzátony zárta el a mellékágat a főágtól. Mivel a Duna a szűkebb medrében mélyebbre vágódott, csökkent az átlagos vízszint, és az így szárazra kerülő zátonyokon előbb bokrok, majd erdő telepedett meg. Ez az erőteljes növekedési periódus körülbelül a hetvenes évekig tartott, amikorra a szigetet a parthoz kötő – a jég által erősen megrongált – gáton rés nyílt, minek következtében a holtágban már jóval alacsonyabb vízálláskor is áramlás jelentkezett. Az áramló víz a sziget déli részén két helyen átvágta a beerdősült zátonyt. Meredek partfalak, vízbe dőlő fák jelölik a felerősödött eróziót. A felújult vízáramlás által kimosott homokon keletkezett a népszerű szigeti fürdőhely.
Napjainkra már nem a gát koronaszintje határozza meg a mellékág vízáramlását, hanem a sziget északi részében lerakódott zátony. Ez a főként kavics anyagú zátony a főági oldalon, a két sarkantyú között képződött. Magassága 123-125 centiméteres váci vízállással jellemezhető.
A szabályozás következtében 60 év alatt a Gödi-sziget területe összességében háromszorosára növekedett.

## Hidrológai viszonyai
A Gödi-szigetet a legnagyobb árvizek teljesen elborítják. Legmagasabban fekvő része (a szabályozás előtti sziget magja) a keresztgát közvetlen közelében helyezkedik el. A sziget felszínét két nagyobb árok tagolja, az egykori fattyúágak maradványai. Egyik a déli visszatorkollásnál található, a homokzátonyba vágódott meder, mely napjainkig nyílt kifolyás. Az északi fattyúág a szabályozás következtében beerdősült zátonyt és az egykori sziget magját választja el egymástól; ez még jól megfigyelhető, bár erdő borítja.
A sziget déli részén a mellékágban erőteljes bevágódás zajlik az egykori homokzátonyba, a folyamatot az alámosott part és a vízbe dőlő fák jellemzik. Kisvíz esetén a mellékág nem kap vízutánpótlást a főágból. A lefűződés a váci vízmércén mért 125 centiméteres állásnál következik be. 117 centiméteres vízállásig a kavicszátonyon keresztül még megfigyelhető átszivárgás. Éves szinten átlagosan 45%-ban van, és 55%-ban nincsen vízáramlás a mellékágban. 90 centiméteres értéknél dél felől is megtörténik a lefűződés, ekkor a mellékág teljes mértékben holtággá válik. Arra még sosem volt példa, hogy teljesen kiszáradt volna.

## Flórája
A Gödi-sziget és Holtág Természetvédelmi Terület a Duna-Ipoly Nemzeti Park megalakulásával az új nemzeti park része lett, így országos védettség alá került.
A sziget területének 90%-át erdő borítja, a maradék hányadon növényzet nélküli homok, kavicszátonyok, valamint lágyszárú növényzet osztozik. A növényzet túlnyomó részét puhafás (fűz-nyár) ligeterdő alkotja. Domináns állományalkotó fafajai a fehér fűz (Salix alba) és a fehér nyár (Populus alba); a felső lombkoronaszintben részt vesz még a fekete nyár (Populus nigra) és a törékeny fűz (Salix fragilis). A magasabb – ritkábban víz alá kerülő – területeken a keményfa- (tölgy-kőris) ligeterdők kisebb foltjai is megjelennek, de nem alkotnak összefüggő társulást. Jellemző fafajai a kocsányos tölgy (Quercus robur) és a vénicszil (Ulmus laevis). A sziget folyamatosan épülő, déli csücskén (szigetcsúcsán) csigolyafüzes bokorfüzes társulás jelenik meg, amely a puhafaligeteket megelőző szukcessziós stádiumnak felel meg. Jellegzetes a 3–6 m magas fűzbokrok alkotta növényzet.

## Faunája

### Vízi élővilága
A Gödi-sziget mellékága gazdag vízi puhatestű-faunával rendelkezik, amelynek tagjai között védett fajokat is találunk. A vízicsigák közül ilyen például a folyamcsigák két faja (Fagotia acicularis és F. esperi), a hazai Duna-szakasz mentén visszaszorulóban lévő rajzos bödöncsiga (Theodoxus danubialis), és a kúpos kerekszájú csiga (Valvata naticina). A borsókagylók számos faja előfordul itt a gömbkagylókkal együtt. A sziget északi részén a főág felőli oldalon megtalálható a tompa folyamkagyló (Unio crassus), amely egyben Natura 2000-es jelölőfaja is a Dunának és árterének.
A lárvaállapotukban a vízben élő kérészek közül figyelemreméltó a védett dunavirág (Polymitarcys virgo) jelenléte. Szintén védett folyami szitakötőink közül a feketelábú és a sárga folyami szitakötők (Gomphus vulgatissimus, Stylurus flavipes) egyaránt megtalálták életfeltételeiket a mellékágban.
Az említett fajok mellett magasabbrendű rákok (felemáslábú, hasadtlábú rákok, folyamirák, kecskerák és az Észak-Amerikából behurcolt cifrarák), tegzesek, piócák, árvaszúnyoglárvák, laposférgek, vízi poloskák, gyűrűsférgek népesítik be a mellékágat.
Jól látszik, hogy a mellékágban ki tudott alakulni egy diverz közösség, amely az élőhelyek változatossága miatt hosszú távon fennmaradni képes, és egyaránt megtalálják benne az életfeltételeiket az állóvízi, lassú áramlást kedvelő és a gyorsabb vízmozgást kereső gerinctelenfajok.
A halak közül a Gödi-sziget mellékágában egyaránt megtalálhatóak áramláskedvelő és állóvizekre jellemző fajok. A vízátfolyás volumene miatt a fajkészletében már magasabb arányban találhatóak a reofil fajok, mint például a fejes domolykó (Leuciscus cephalus), a jászkeszeg (Leuciscus idus) és a paduc (Chondrostoma nasus). A két leggyakoribb faja az állománynak az élőhelyével szemben nem specialista küsz (Alburnus alburnus) és bodorka (Rutilus rutilus). A keresztgátkövezés tipikus fajai a pontokaszpikus eredetű, terjeszkedőben lévő gébfélék. A Natura 2000 terület jelölőfajaként a balin (Aspius aspius) és a védett, életmenetének bizonyos szakaszában csendesebb áramlású vizet igénylő szivárványos ökle (Rhodeus sericeus), továbbá a halványfoltú küllő (Gobio albipinnatus) előfordulását sikerült kimutatni. A Duna őshonos faunaelemei mellett számos idegenhonos és özönfaj is megtalálható a mellékágban, mint például az ezüstkárász (Carassius auratus gibelio), a gébfélék és a kínai razbóra (Pseudorasbora parva). A mellékágban megtalálható további halfajok – a teljesség igénye nélkül – a szilvaorrú keszeg (Vimba vimba), a dévérkeszeg (Abramis brama), a sügér (Perca fluviatilis), a vörösszárnyú keszeg (Scardinius erythrophthalmus), a csuka (Esox lucius) és a fekete törpeharcsa (Ameiurus melas).

### Madárvilága
A sziget és szűkebb környezete változatos élőhelyet biztosít az állatvilág számára. Mivel felszínét gyakran borítják el teljesen az árvizek, ezért elsősorban madárvilága érdemel említést. Gödön 44 állandó és 65 vonuló madárfajt írtak le.
A teljesen érintetlen erdőtársulásokban egyaránt megtalálhatók a kis cserjék, a több száz éves nyárfák és a kidőlt korhadt fatörzsek. Ezzel magyarázható, hogy öt harkályfajt figyeltek meg a területen. A fekete harkály (Drycopus martius) négy példányával igen jó adatnak számít; mindkét pár költött is. A nagy fakopáncs (Dendrocopos major) elérheti a 15-25-ös egyedszámot is. Középfakopáncsnak (Dendrocopos medius) egy példányát sikerült megfigyelni. Kis fakopáncsból (Dendrocopos minor) a szigeten egy pár fészkelt. A zöld küllő (Picus viridis) is két példányával képviseltette magát a madárlistán.

### Emlősök
Az emlősök közül főként rágcsálók élnek a szigeten. Megfigyelték már a rókát is, de ez az ismétlődő árvízi elöntésekből adódóan valószínűleg csak időszakos látogató a parti területekről.